# Mamolj
Mamolj este o localitate din comuna Litija, Slovenia, cu o populație de 112 locuitori.